# Muritan Labyrinthus
Il Muritan Labyrinthus è una formazione geologica della superficie di Titano.